# Central termoeléctrica Adolfo López Mateos
La Central Termoeléctrica Adolfo López Mateos (CT PALM), es como lo dice su nombre una Central termoeléctrica ubicada en el municipio de Tuxpan, Veracruz, fue inaugurada el 30 de junio de 1991 por el entonces presidente de México, Carlos Salinas de Gortari, cuenta con seis unidades generadoras con capacidad de generar 2,100 megawatts de energía eléctrica.

## Listado de generadores
| Generador | Fabricante      | Inicio de operaciones | Capacidad | Estado actual |
| --------- | --------------- | --------------------- | --------- | ------------- |
| I         | Babcock-Hitachi | 30 de junio de 1991   | 350 MW    | Activo        |
| II        | Babcock-Hitachi | 30 de junio de 1991   | 350 MW    | Activo        |
| III       | Alstom          | enero de 1994         | 350 MW    | Activo        |
| IV        | Alstom          | enero de 1994         | 350 MW    | INDISPONIBLE  |
| V         | Stein-Alstom    | enero de 1995         | 350 MW    | Activo        |
| VI        | Stein-Alstom    | enero de 1995         | 350 MW    | Activo        |